# Hjörtur Logi Valgarðsson
Hjörtur Logi Valgarðsson (ur. 27 września 1988 w Reykjavíku) – islandzki piłkarz, obrońca. Występuje w szwedzkim klubie Örebro SK.

## Kariera klubowa
Profesjonalną karierę Valgarðsson rozpoczął w Hafnarfjarðar, z którym regularnie plasował się na podium w każdym sezonie islandzkiej ekstraklasy. Zimą 2011 roku wyjechał do Szwecji i podpisał kontrakt z IFK Göteborg. W 2014 roku grał w norweskim Sogndal Fotball, a w 2015 został piłkarzem Örebro SK.

## Kariera reprezentacyjna
W reprezentacji Islandii zadebiutował 16 marca 2008 roku w towarzyskim meczu z reprezentacją Wysp Owczych. Na boisku pojawił się w 82 minucie meczu.
| Mecze i gole w reprezentacji | Mecze i gole w reprezentacji | Mecze i gole w reprezentacji | Mecze i gole w reprezentacji | Mecze i gole w reprezentacji | Mecze i gole w reprezentacji | Mecze i gole w reprezentacji |
| #                            | Data                         | Stadion                      | Rywal                        | Wynik                        | Gol                          | Rozgrywki                    |
| 2008                         | 2008                         | 2008                         | 2008                         | 2008                         | 2008                         | 2008                         |
| ---------------------------- | ---------------------------- | ---------------------------- | ---------------------------- | ---------------------------- | ---------------------------- | ---------------------------- |
| 1.                           | 16.03.2008                   | Kópavogur, Islandia          | Wyspy Owcze                  | 3:0                          | 0                            | towarzyski                   |
| 2011                         |                              |                              |                              |                              |                              |                              |
| 2.                           | 10.88.2011                   | Budapeszt, Węgry             | Węgry                        | 0:4                          | 0                            | towarzyski                   |
| 3.                           | 02.09.2011                   | Oslo, Norwegia               | Norwegia                     | 0:1                          | 0                            | El. ME 2012                  |
| 4.                           | 06.09.2011                   | Reykjavík, Islandia          | Cypr                         | 1:0                          | 0                            | El. ME 2012                  |
| 5.                           | 07.10.2011                   | Porto, Portugalia            | Portugalia                   | 3:5                          | 0                            | El. ME 2012                  |
| 2012                         |                              |                              |                              |                              |                              |                              |
| 6.                           | 29.02.2012                   | Podgorica, Czarnogóra        | Czarnogóra                   | 1:2                          | 0                            | towarzyski                   |
| 7.                           | 27.05.2012                   | Valenciennes, Francja        | Francja                      | 2:3                          | 0                            | towarzyski                   |
| 8.                           | 14.11.2012                   | Andora, Andora               | Andora                       | 2:0                          | 0                            | towarzyski                   |

## Sukcesy
FH Hafnarfjörður
- Mistrzostwo Islandii: 2006, 2008, 2009
- Puchar Islandii: 2007, 2010
- Puchar Ligi Islandzkiej: 2006, 2007, 2009
- Superpuchar Islandii: 2006, 2008, 2009, 2010

IFK
- Puchar Szwecji: 2013